# Charles de Beaumont
Charles de Beaumont (francès: Charlotte d'Éon de Beaumont)  (Tonnerre, 5 d'octubre de 1728 - Londres, 21 de maig de 1810), dit el chevalier d'Éon (Plantilla:Traducció lit), fou un diplomàtic i espia francès. És conegut sobretot pel seu transvestisme, que el feia passar per una dona. Es va especular molt sobre el seu sexe. A la seva mort, però, fou reconegut per un grup de metges com de sexe masculí i perfectament constituït.
Era advocat. Per la seva efeminada constitució física, fou encarregat per Lluís XV d'una missió secreta a Rússia el 1755. Es va fer passar per dona per enganyar l'emperadriu Elisabet I i aconseguir una millora de les relacions francorusses el 1756. Va portar a terme diverses missions per tot Europa al servei de Lluís XV, a vegades sota forma d'home i d'altres de dona. Lluità durant la Guerra dels Set Anys, i més tard fou secretari de l'ambaixada francesa a Sant Petersburg i a Londres (1762-77). El 1774 rebé la visita del dramaturg Beaumarchais, com a emissari del rei, i l'obligà a confessar el seu sexe. En una declaració signada declarà ser una dona, fet constatat per alguns metges. A l'edat de 46 anys es retirà del servei actiu, se l'obligà a actuar com a dona i continuà vivint a Londres com a mademoiselle d'Éon.